# Kuno-Hans von Both
Kuno-Hans von Both (Saverne, 9 aprile 1884 – Ehlen, 22 maggio 1955) è stato un generale tedesco durante la seconda guerra mondiale.

## Biografia
Kuno-Hans von Both nacque a Saverne nel 1884, divenne cadetto nel 1903 e, nel 1904, venne ammesso alla scuola di guerra di Głogów ottenendo il grado di tenente; durante la prima guerra mondiale venne inquadrato nel 90º reggimento di fanteria, venendo promosso capitano nel 1915. Dopo la fine del conflitto, dopo un periodo nei Freikorps, entrò nella Reichswehr, il cui potenziale bellico era stato notevolmente ridotto in conformità alle imposizioni del Trattato di Versailles del 1919, e per cinque anni rimase alla 4ª divisione di fanteria con sede a Dresda, dove successivamente prestò servizio alla scuola di guerra, raggiungendo il grado di tenente colonnello nel 1931, colonnello nel 1933, generale di divisione nel 1937 e tenente generale nel 1938.
Allo scoppio della seconda guerra mondiale fu posto al comando della 21ª divisione di fanteria durante la campagna di Polonia e successivamente al comando del I Corpo d'Armata, che guidò nella campagna di Francia, ottenendo nel 1940 il grado di generale, e durante l'Operazione Barbarossa, fino al 1943. Dal 1943 al 1945 ricoprì incarichi secondari nell'Heeresgruppe Süd; fu catturato dai sovietici il 2 maggio 1945, rimanendo in prigionia dal 17 maggio 1945 al 17 aprile 1947. Morì ad Ehlen il 22 maggio 1955.